# Fächerwaldsänger
Der Fächerwaldsänger (Basileuterus lachrymosus, Syn.: Euthlypis lachrymosa) ist ein kleiner Singvogel aus der Familie der Waldsänger (Parulidae). Die Art wird zuweilen als einziger Vertreter der monotypischen Gattung Euthlypis geführt. Das Verbreitungsgebiet erstreckt sich vom nördlichen Mexiko über Guatemala, El Salvador, Honduras bis in den Norden von Nicaragua. Fächerwaldsänger sind zum größten Teil Standvögel, einige Individuen wandern außerhalb der Brutzeit bis in den Norden von Baja California und nach Arizona. Die IUCN listet die Art als „nicht gefährdet“ (least concern).

## Merkmale
Fächerwaldsänger erreichen eine Körperlänge von 15 Zentimetern und ein Gewicht von 14,2 bis 16,5 Gramm. Die Flügellänge beträgt beim Männchen 6,9 bis 8 Zentimeter, beim Weibchen 6,7 bis 7,6 Zentimeter. Adulte Tiere haben eine schwarze Krone, Stirn und Zügeln. Auf den Zügeln befindet sich vor dem Auge ein verschwommener weißer Fleck. Die schwärzliche Krone ist mit einem gelben länglichen Kronenfleck durchzogen und die unterbrochenen Augenringe sind weiß. Die Ohrdecken, die Nackenseiten, der Nacken und das Oberseitengefieder mit einem oliv getönten Mantel sowie die Flügel mit schmalen blassen grauen Federrändern sind dunkelgrau. Das Kehlgefieder und die Bauchpartie ist gelb, die Brust und die Flanken gelbbraun-gelblich. Auffallend sind die weißen breiten Schwanzspitzen des sonst dunkelgrauen Schwanzes. Die Unterschwanzdecken sind weiß, der lange und ziemlich kräftige Schnabel schwärzlich und die Beine fleischfarben.

## Vorkommen, Ernährung und Fortpflanzung

Verbreitungsgebiet des Fächerwaldsängers:
Brutgebiete
Ganzjähriges Vorkommen

Fächerwaldsänger bewohnen niedrig liegende Bergwälder und Berghänge, Schluchten, Gebirgsausläufer und waldbedeckte Flächen in der Nähe von Lavaströmen mit viel Unterholz in Höhen von 100 bis 1200 Metern. Ihre aus Insekten bestehende Nahrung suchen sie in den unteren Bereichen der Vegetation, im dichten Unterholz oder auf dem Boden. Dabei ist der Schwanz stets gespreizt und man kann deutlich die weißen Schwanzspitzen sehen.
Die Brutzeit findet zwischen März und Juni statt. Zum Nestbau sowie zur Brut- und Nestlingszeit gibt es keine Untersuchungen.

## Systematik
Schon Robert Ridgway nahm eine enge Verwandtschaft zu den Arten der Gattung Basileuterus an; genaue Verwandtschaftsverhältnisse waren jedoch lange nicht geklärt und die Art wurde in eine eigene Gattung Euthlypis gestellt. Neuere molekulargenetische Untersuchungen bestätigen die Zugehörigkeit zur Gattung Basileuterus.
Es werden drei Unterarten beschrieben, die jedoch eine Kline darstellen und fließend ineinander übergehen:
- Basileuterus l. lachrymosus (Bonaparte, 1850) – Kommt im zentralen Verbreitungsgebiet vor.
- Basileuterus l. tephrus Ridgway, 1902  – Die Unterart ist ein typischer Vertreter in den nördlichen Gebieten. Das oliv verwaschene graue Oberseitengefieder ist blasser.
- Basileuterus l. schistaceus Dickey & Van Rossem, 1926  – Diese Unterart ist typisch für die südlichen Verbreitungsgebiete. Das Oberseitengefieder ist reiner und dunkler schiefergrau.